# Gelbbrauner Zahnspinner
Der Gelbbraune Zahnspinner (Notodonta torva) ist ein seltener, teilweise gefährdeter Schmetterling (Nachtfalter) aus der Familie der Zahnspinner (Notodontidae). Im Englischen hat Notodonta torva den Namen „Large Dark Prominent“.

## Merkmale

### Falter
Männchen und Weibchen von Notodonta torva haben eine Flügelspannweite von 38 bis 48 Millimetern. Die Vorderflügel sind schmutzig-grau gefärbt und mehr oder weniger gelblichgrau überstäubt. Sie tragen zwei deutliche Querlinien, die jedoch unterschiedlich stark ausgebildet sind. Der Diskoidalfleck ist weißlich umrandet. Die Hinterflügel sind grau und tragen eine helle Binde. Der Analwinkel ist verdunkelt und rauchgrau gefärbt. Der Flügelsaum ist weiß und hat vereinzelt schwarze Fransen, die auch das Weiß dominieren können. Männchen und Weibchen ähneln sich, letztere sind jedoch etwas größer. Die Fühler der Tiere sind nur wenig gekämmt.

### Raupen

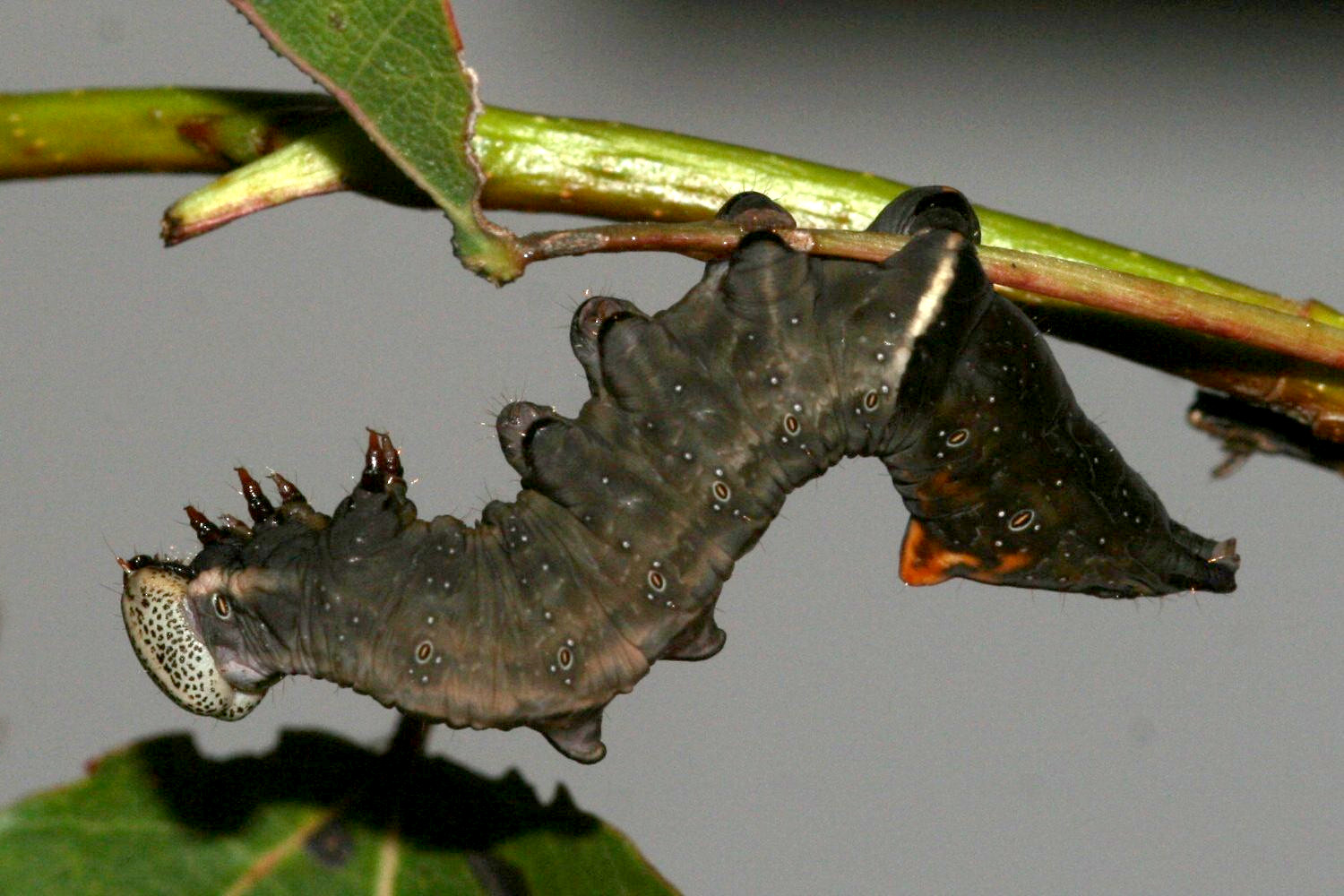
Adulte Raupe von Notodonta torva auf Zitterpappel

Die ausgewachsene Raupe des Notodonta torva ist etwa 20 mm groß. Die Grundfarbe der frisch geschlüpften Raupe ist grau, mit gelb und lila vermischt. Bereits nach 4 Wochen ist die Raupe erwachsen. Während dieser kurzen Zeit häutet sie sich mehrmals und ändert ihr Farbmuster. Die adulte Raupe ist dunkelviolett gefärbt und erinnert in diesem Stadium etwas an die Raupe des Zickzack-Zahnspinners. Den Rücken überzieht ein schwarzer Streifen, welcher weiß umrandet ist. Außerdem  besitzt die Raupe dort zur Abschreckung von Fressfeinden drei große, spitze Höcker. Auch die Stigmen an der Seite sind schwarz mit weißer Umrandung. Der Kopf ist herzförmig und braun mit schwarzen Punkten.

### Ähnliche Arten
Der Zickzack-Zahnspinner (Notodonta ziczac) wird oft mit Notodonta torva verwechselt, da die Raupen der jeweiligen Falter sehr ähnlich aussehen.
Notodonta torva ähnelt sehr stark Heterocampa lunata, welcher allerdings nur im westlichen Nordamerika auftritt. Die Männchen dieser Falter haben eine längere doppelte Antenne und eine bräunlichere Farbe am Thorax und bei den Vorderflügeln.
Notodonta torva wird oft als Espen-Zahnspinner (Notodonta tritophus) bezeichnet (Etymologie: tritophus: „der mit drei Knoten“, tophus: Gichtknoten; bezieht sich auf die Raupe des Notodonta tritophus, da sie oft 3 Höcker besitzt.)

## Pheromone
Der weibliche Notodonta torva besitzt im Zwischenraum des 8. und 9. Segmentes des Abdomens eine Hormondrüse, welche bei Paarungsbereitschaft einen Extrakt ausstößt, der von den Männchen durch die Antennen erkannt wird. Durch Gaschromatographie kann dieser Drüsenextrakt in seine Einzelteile zerlegt werden. Unter anderem ist das (11 Z, 13Z)- 11,13-Hexadecadienyl-Acetat ein Bestandteil dieses Exkretes und wird als eigenständigen Sexuallockstoff der weiblichen Notodonta torva betrachtet. Bei keiner anderen Art der Notodontidae ist bis jetzt ein Sexuallockstoff bekannt. Diese Besonderheit wurde bei einem Experiment unter der Anwendung von synthetischen Pheromonen entdeckt.

## Vorkommen und Verbreitung

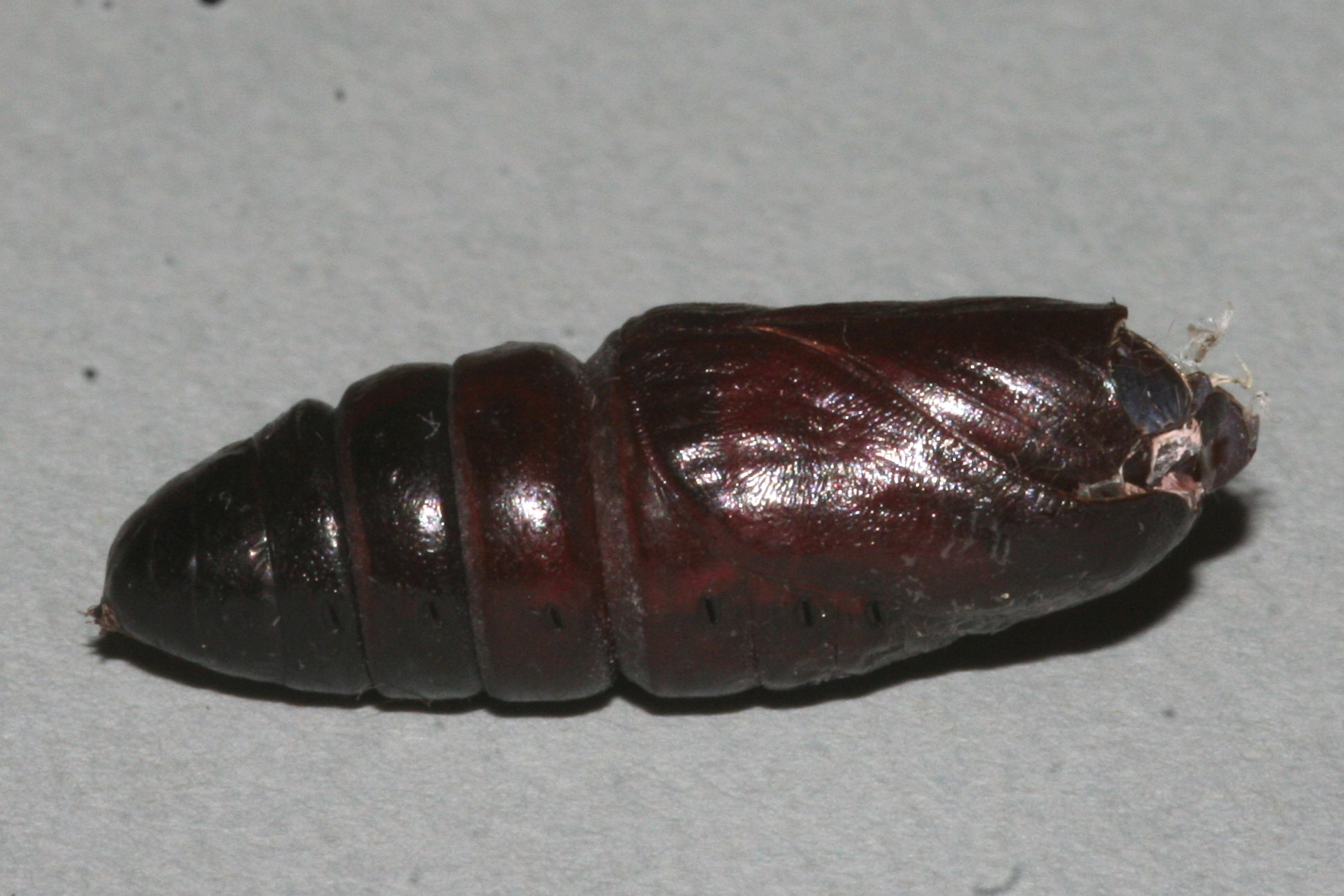
Puppe von Notodonta torva

Es handelt sich um eine sehr seltene Art, über die man verhältnismäßig wenig weiß.
Notodonta torva kommt vor in Laubhölzern, vor allem in Laubwäldern und Mischwäldern in der Ebene und im Hügel- oder Bergland. Ebenso in Weichholzrändern und gebüschreichen Schneisen, Nadelwäldern und Nadelholzforsten. Auch in Moorrandwäldern und Mooren, Auenwäldern, Gebieten an Flussufern und Espengebüschen sowie in borealen Wäldern ist der Gelbbraune Zahnspinner anzutreffen.
Bemerklich ist, dass man ihn in einer Höhe von bis zu 800 m findet.
Die Tiere sind verbreitet von Ostfrankreich durch Mittel- und Nordeuropa, durch die gemäßigte Zone bis Ostasien (Japan) und Nordamerika. Im Süden verläuft die Arealgrenze nördlich des Balkan bis zum Schwarzen Meer, im Norden durch den Fennoskandischen Schild bis zum Polarkreis.
In Italien kann man sie noch in den Regionen Toskana und Umbrien finden, südlicher selten bis gar nicht.
Im Pazifischen Nordwesten von Amerika wurde diese Spezies nur in British Columbia gefunden (ausgedehnt Richtung Norden zum Peace River entlang der östlichen Grenze der Provinz bis hin zu Burns Lake im nördlich zentralen Teil des Gebietes).
Ebenfalls zu finden ist sie in nördlichen Wäldern Nordamerikas von der Atlantikküste bis British Columbia. Dieses Gebiet erstreckt sich von Alberta bis Labrador und New York. Am weitesten entfernt taucht Notodonta torva südlich des Zentrums der USA in Illinois und Oklahoma auf.
In Deutschland kommt er vor allem in Baden-Württemberg vor. Dort hat das nördliche Teilareal seinen Schwerpunkt im Tauberland. Einzelne Funde deuten auf eine nördliche Ausdehnung zum Main und eine südliche über die Kocher-Jagst-Ebene hin. Das südliche Teilareal bleibt auf Oberschwaben begrenzt. Ältere Funde gibt es auch am Bodensee und dem Hohentwiel, ebenso wie Karlsruhe, Heidelberg, Mannheim, Stuttgart, Tübingen, Möckmühl, Alberweiler, Kaiserstuhl, Freiburger Bucht, Markgräfler Rheinebene bei Neuenburg sowie Raum Pforzheim. Diese älteren Funde werden allerdings durch keine neueren bestätigt.

## Lebensweise

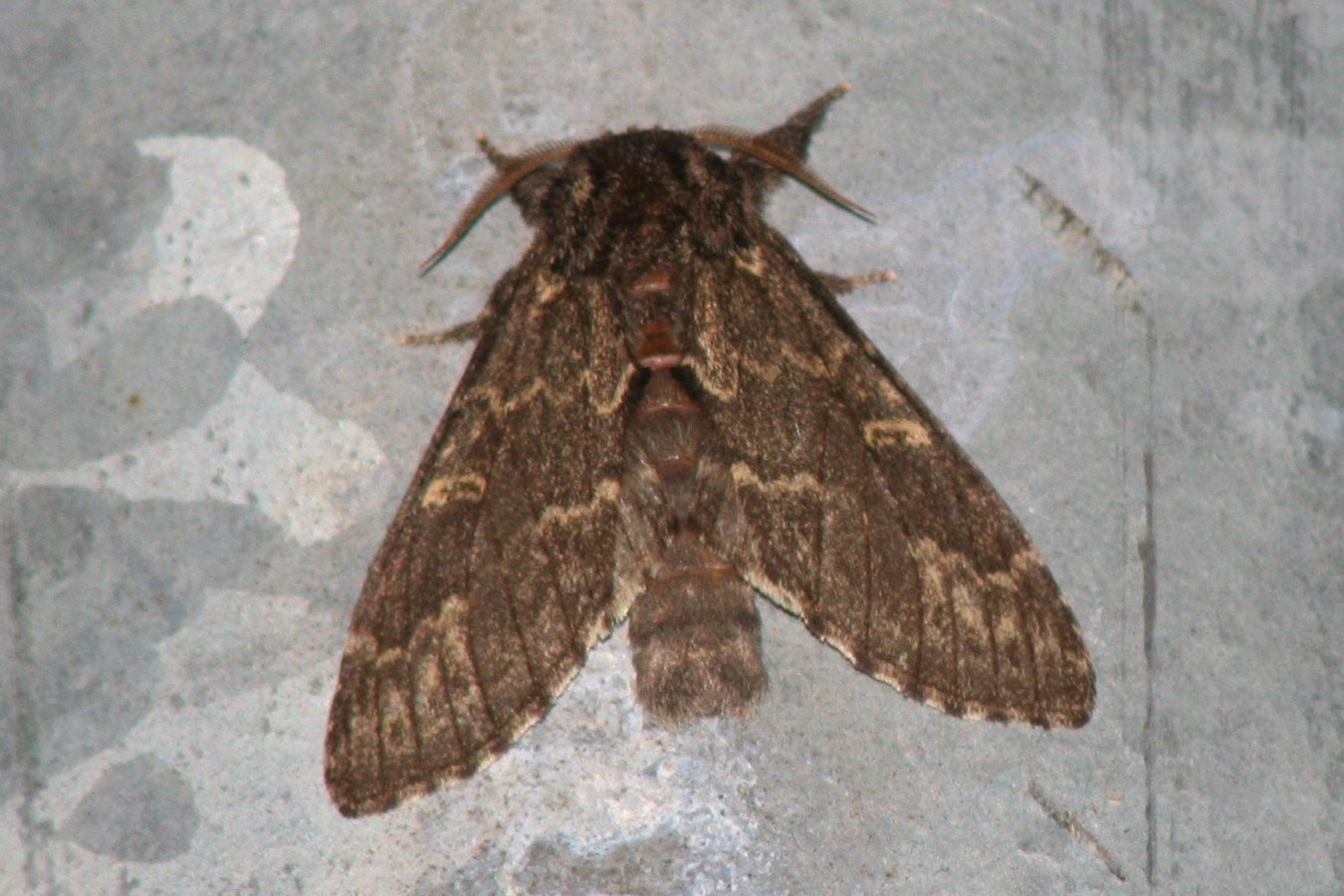
Notodonta torva

Die erwachsenen Notodonta torva sind nachtaktiv und fliegen nachts zu künstlichen Lichtquellen wie Straßenlaternen und beleuchteten Schaufenstern.
Tagsüber sitzen sie oft an Baumstämmen und ruhen sich aus. Während dieser Phase sind sie recht träge und stellen sich tot, wenn Fraßfeinde in der Nähe sind.

## Entwicklung

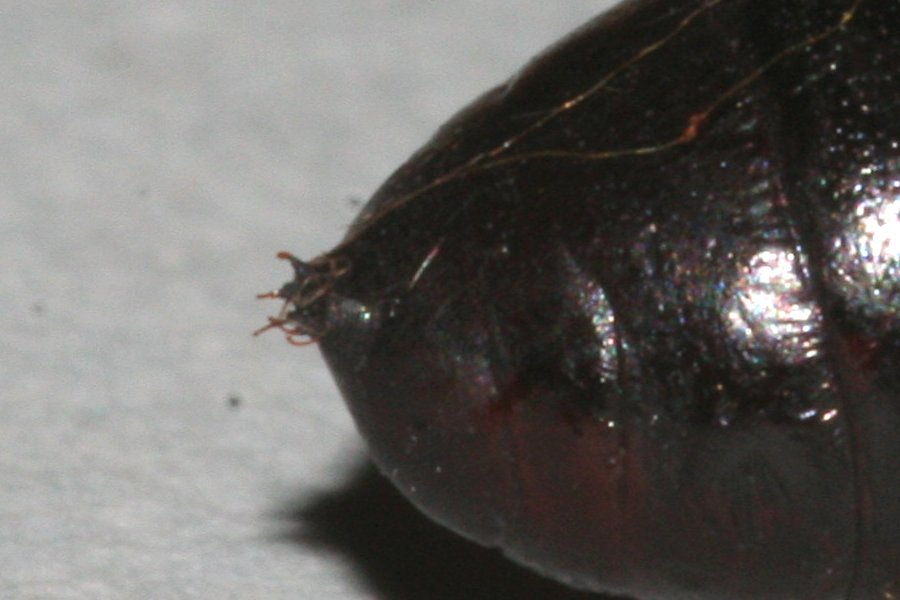
Kremaster der Puppe von Notodonta torva

Das Weibchen legt ihre Eier auf den Futterpflanzen der Raupe ab. Bereits eine Woche nachdem das Ei gelegt wurde, schlüpft die Raupe und frisst sich durch die nährstoffreiche Eierschale hindurch. Anfangs ist die Raupe nur wenige mm klein, wächst jedoch sehr schnell. Sie lebt von Juni bis Juli und von August bis Oktober meist auf Weiden, Espen und verschiedenen Pappeln. Sie entwickelt sich in kurzen Zeiträumen.
Die Raupe ernährt sich von Teilen der Eiche, Weide, Pyramiden-Pappel, Silber-Pappel (Populus alba), Zitter-Pappel bzw. Espe (Populus tremula). Die ausgewachsene Raupe beginnt mit der Verpuppung und spinnt aus Blattresten und Erdkrumen im oder am Boden ihren Kokon. Dieses Gespinst hat zur Tarnung eine rotbraune Farbe.
In dieser schützenden Hülle findet die Metamorphose der Raupe zu einem Schmetterling statt. Dabei wird der komplette Körper neugestaltet und die Organe werden umgewandelt. Der vollständig entwickelte Falter der ersten Generation von Juni bis Juli kann bereits nach 9 Tagen schlüpfen. Die zweite Generation von August bis Oktober kann aber auch über den Winter als Puppe verharren und schlüpft erst im Frühling des nächsten Jahres. Jedes Jahr tritt Notodonta torva in zwei Faltergenerationen auf.

## Gefährdung und Schutz
In Deutschland ist Notodonta torva mehrmals auf der Rote Liste vertreten und ist somit als gefährdet eingestuft.
In der Oberrheinebene, in Neckar-Tauberland und in Oberschwaben ist er gefährdet und regional bereits ausgestorben oder verschollen. Im Schwarzwald und in der Schwäbisch Alb ist er nicht vertreten.
In Baden-Württemberg ist Notodonta torva gefährdet. Knapp 30 Fundorte mit alten und teilweise nicht wiederbestätigten Daten waren bekannt, als die Einstufung auf „Stark gefährdet“ erhoben wurde. Mittlerweile sind die Fundorte um fast 50 % gestiegen. Nachweisbar ist der Falter auf zwei Teilarealen Baden-Württembergs. Allerdings ist die Gefährdung noch nicht auszuschließen, da auch immer wieder in die Lebensräume der Notodonta torva eingegriffen wird, beispielsweise in Weichholzräume am Rande von Fließ- und Stillgewässern sowie in Gräben auf feuchten Talsohlen. Nach heutigem Wissensstand ist die Einstufung in „Stark gefährdet“ nicht hinreichend begründet.

## Belege